# 姚木
姚木又名姚佑邦CPM（1895年—1957年10月14日），中國廣東省潮陽縣縣城人，於1919年加入香港警察隊，後來成為首位探長及總探長，期間屢破大案，於維護香港治安作出過重大貢獻。姚木於自殺身亡前，職級至督察。根據統計，姚木於擔任九龍區探長的首17個月，就偵破了最少逾130宗糾黨行劫及藏械案；他在任期間，所繳獲的武器數目為警察隊之冠。

## 生平
姚木少時家境貧窮，於1911年加入於武昌起義後，用以支持辛亥革命的民間武裝力量的民軍。姚木加入了的支隊名石字營（由外號「石鬼仔」的石錦泉統領），後來獲晉升至營長。石字營被解散後，姚木轉輾來到了香港。
於1919年，姚木加入香港警察隊，時年24歲。基於姚木曾經當兵，擁有軍事經驗，而且精明能幹，於數年間就由探員獲晉升為列等探目，曾經被派遣駐守於多間警署擔任探隊隊長，期間屢破大案，包括為人津津樂道的深水埗海壇街行劫案，一名華人商人於海壇街被行劫，損失慘重。姚木親自偕同偵緝督察馬菲北上廣東汕頭，將疑犯們緝拿歸案；期後更到台灣偵查此案。此外，有次姚木得知一批海盜準備騎劫某艘輪船，於是親自帶隊於碼頭將眾海盜拘捕，並且於海盜的木屐內裡搜出多支左輪手槍。據說此案以後，甚少再有海盜騎劫案件出現。
香港淪陷期間，姚木曾經回到廣東潮汕，卻被日本侵略者追捕。於是姚木匿居東墩，裝成瘋子。香港重光以後，姚木再次到香港，重返警察隊。同年11月，姚木獲晉升為九龍區華探長，兼管新界區。第二次世界大戰後初期，香港治安情況堪虞，九龍及新界區內的劫案頻仍，持械戰鬥日有所聞，且黑社會猖獗。基於當時警察隊未能全然回復力量，姚木於是率領同袍，在第二次世界大戰後的首任警務處處長麥景陶領導下，與偵緝副督察西克士，協助助理警司福拉塞，共同埋首對付歹徒，重新整頓香港治安。
於升任探長不久，姚木就成功偵破了多宗轟動香港的罪案，包括一宗涉及百多萬元偽美鈔案及一宗穗港勒索案（一伙自稱「青年行動黨」的匪徒，寄打單信予多間戲院及酒家，恐嚇會以炸彈襲擊，藉以勒索金錢。姚木領隊成功追踪其黨至廣州，聯同廣州警察局拘捕30多人，起獲大批槍械、炸藥及手榴彈）。於1945年12月13日，姚木查獲情報得知一班匪黨藏身深水埗海壇街，於是親身帶領當時稱為「五虎將」的5名偵探人員（陳強、鐘洪、梁沛、禤洪和趙權）趁天未亮時掩至賊巢。期間發生警匪槍戰，警察最終成功擒獲5名持械劫匪；可是有部份人趁機逃脫，警察期後追捕至鴨寮街與北河街交界，成功拘捕其領黨（兩人）。1946年6月1日，於九龍彌敦道381號3樓發生了一場警匪槍戰，偵探督察花架身中5彈殉職，及後姚木再與匪徒駁火，成功擒獲兩人，另外擊斃一人。期間兩名餘匪趁機逃往中國大陸，姚木於是帶隊追捕至廣東番禺市，將其餘黨拘捕，引渡香港歸案。1947年6月14日凌晨，姚木帶隊到廟街一座樓宇圍捕一幫賊匪時，基於人員得知匪徒藏有槍械，於是都穿上防彈衣。由於管理安排得宜，是次案件順利將13名男女疑犯一網成擒，並且起出多枝手槍及手榴彈。
1947年，姚木被借調至新成立的肅清貪污署（亦稱專查貪污部或反貪污部，隸屬於警察隊，主管為英國政府駐港特派專員（亦稱專查貪污專員），由刑事偵緝處處長兼政治部主管修輔頓（F.W. Shaftain）出任首任主管，是香港最早的反貪污部門）。翌年5月中間，修輔頓約滿離職返回英國，其崗位由督察莊士頓署任。在莊士頓的領導下，姚木和副督察摩理遜續繼努力打擊貪污罪行，其中破獲了工務局電器部外籍稽查監守自盜案，當年引起香港社會高度關注。
於1949年7月，姚木獲晉升為總理全香港、九龍及新界的刑事偵緝工作的總華探長。翌年10月獲晉升至督察，於一年後的12月，基於健康原因（據說是右膝舊創復發，醫生建議他長期休息），申請退休，其崗位由時任九龍區探長劉福升任之，張榮錦升任九龍區探長。姚木退休後，仍然擔任警察隊的偵緝顧問，同時與親人於德輔道開設大成錶行，由親人打理，自己集中負責黃金買賣，奈何業績並不理想。
於1954年，姚木驗出患上高血壓病，於是謝絶一切應酬，生意也委托予他人打理。兩年後，姚木中風，右邊身體完全癱瘓，醫生指其康復的機會甚微。自此姚木終日臥牀，死前一個月性情變得很暴躁，並且拒絶親友探訪。
於1957年10月4日，姚木對親友說，希望死後安排一切從簡，只須留予一副棺木便可，同時著人寫信予在澳洲升學之兒，著他不用回香港，在澳洲好好修讀。10日後，的凌晨3時50分，姚木於尖沙咀山林道12號3樓住處內以左手使用其擔任偵緝顧問所獲得的自衛手槍自轟其左的太陽穴自殺，槍聲驚聞警察趕至，期後被救護員送至九龍醫院，延至翌日終告不治。姚木離世後葬於香港仔華人永遠墳場，遺下2妻、4子3女。

## 榮譽
- 殖民地警察勞績獎章 (CPM) (1948)[6]。

## 軼事
據說姚木的記憶力驚人，過目不忘，他盤問疑犯時，能夠詳述其過往的犯罪紀錄。當年報章如此形容姚木：「（他）喜言笑，個性豪爽，有俠義風，對辦案認真，每案均依據「情、理、法」處理。為香港警界有史以來其中一位傑出人才。」。
據說當年匪徒曾經計劃暗殺姚木、偵緝副督察西克士和助理警司福拉塞三人，可見當時這3人對罪惡的打擊甚大。

## 影視媒體形象
| 年份   | 片名         | 演員   |
| 2023年 | 《風再起時》 | 尹揚明 |